# Irura longiochelicera
Irura longiochelicera är en spindelart som först beskrevs av Peng X., Yin C. 1991.  Irura longiochelicera ingår i släktet Irura och familjen hoppspindlar. Inga underarter finns listade i Catalogue of Life.